# Helen Shingler
Helen Shingler (Londres, 19 de agosto de 1919-2019) é uma atriz de cinema britânica. É mãe do ator Anthony Head e do músico Murray Head.

## Filmografia selecionada
- Quiet Weekend (1946)
- Silver Darlings (1947)
- The Rossiter Case (1951)
- The Lady with the Lamp (1951)
- Judgment Deferred (1952)
- Love's a Luxury (1952)
- Laughing Anne (1953)
- Background (1953)
- Room in the House (1955)
- Rx for Murder (1958)